# HSU First Street Gallery

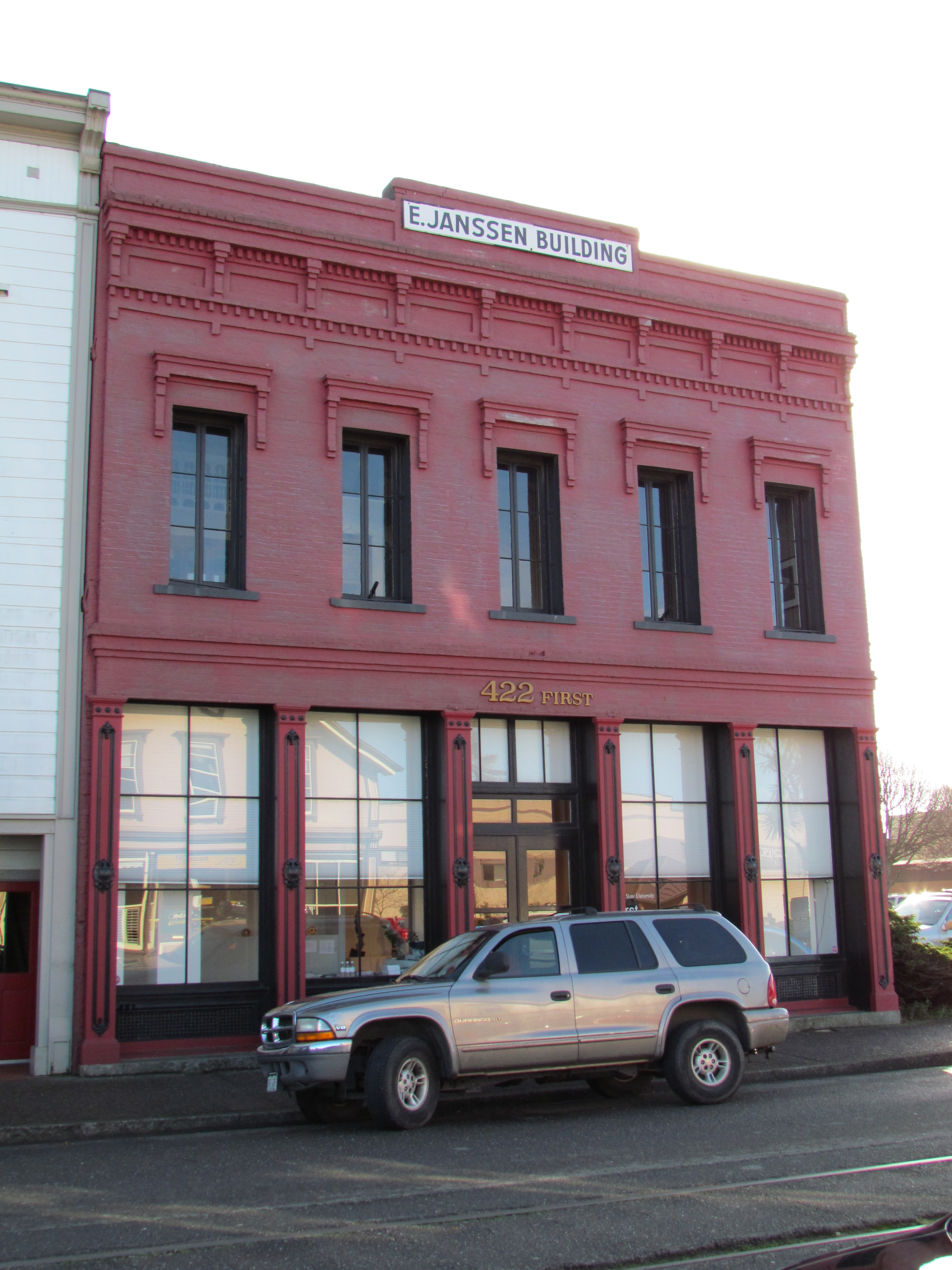
First Street Gallery

HSU First Street Gallery is een Amerikaanse galerij voor hedendaagse kunsten in het stadscentrum (Old Town) van Eureka (Californië). Het museum werd in 1998 opgericht en trekt jaarlijks zo'n 200.000 bezoekers.
De galerij ondersteunt de kunstopleidingen aan de Humboldt State University, een openbare universiteit in het nabijgelegen Arcata. In de First Street Gallery wordt het werk van zowel regionale, nationale als internationale artiesten tentoongesteld evenals dat van studenten en personeelsleden van de universiteit. De First Street Gallery wordt ook gebruikt als leeromgeving voor studenten museummanagement en enkele andere opleidingen.